# Marlisa Punzalan
Marlisa Ann Punzalan (* 1. Oktober 1999), international bekannt unter dem Künstlernamen Marlisa, ist eine australische Sängerin, die 2014 die sechste Staffel des Talent-Wettbewerbs The X-Factor Australia gewann. Punzalan war im Alter von 15 Jahren die jüngste Bewerberin, die in dieser Talentshow je siegte. Der Erfolg bei der Show war verbunden mit einem Plattenvertrag von Sony Music Australia.
Unmittelbar im Anschluss an die Talentshow veröffentlichte Punzalan ihre Debüt-Single Stand by You, die schnell Position 2 im ARIA-Chart erreichte und die Platin-Auszeichnung der Australian Recording Industry Association (ARIA) erhielt. Anschließend folgte die Veröffentlichung ihres Debüt-Albums Marlisa, das die Position 6 in den ARIA-Album-Charts erreichte und mit Gold ausgezeichnet wurde. Stand by You wurde für den „ARIA-Award for Song of the year“ nominiert. Die amerikanische Veteranenorganisation „Wounded Warrior Project“ wählte „Stand by You“ als Mottosong für die „Wounded Warrior-Super-Bowl“-Wettbewerbe aus und lud Punzalan zum Endspiel und Live-Vortrag des Songs ein.

## Frühes Leben
Marlisa Ann Punzalan wurde am 1. Oktober 1999 in Sydney als zweites Kind von Lito und Andrea Punzalan geboren. Punzalans Eltern wanderten von den Philippinen nach Australien aus, bevor sie und ihr älterer Bruder Martin geboren wurden. Punzalan lebt in Glendenning, New South Wales. Punzalan begann im Alter von drei Jahren zu singen. Im Jahr 2013 bewarb sich Punzalan für die Teilnahme am Talentwettbewerb Australia’s Got Talent - Seventh Season, wurde aber aus Altersgründen und wegen ihrer Schüchternheit nicht angenommen. Auch Punzalans Bewerbung beim Talentwettbewerb The Voice Kids misslang, da sie die Altersgrenze um einen Monat überschritt. Kurz vor dem Eintritt in die X-Factor Show – 6. Saison war Punzalan noch im Frühjahr 2014 Schülerin am Mercy Catholic College in Chatswood, New South Wales gewesen und trat regelmäßig bei Wohltätigkeitsveranstaltungen sowie Eisteddfods- und RSL-Wettbewerben auf. Nach dem Sieg beim australischen X-Factor-Wettbewerb verließ Punzalan das College zwecks Beschulung zu Hause, um sich auf ihre Karriere als Musikerin besser konzentrieren zu können.

## Karriere

### 2014: The X Factor Australia
Punzalan Bewerbung zur sechsten Staffel von The X Factor Australia wurde angenommen. Beim ersten Auftritt vor großem Publikum (Audition) trug Punzalan „Yesterday“, den Jahrhundertsong der Beatles, vor. Die Jury belohnte Punzalans Auftritt mit „Standing Ovations“ der vier Juroren und einstimmig erteilter Zulassung zum „The X-Factor Australia Season 6 Super Bootcamp“. Die erste „Bootcamp-Challenge“ meisterte Punzalan innerhalb einer Gruppe von drei anderen Wettbewerberinnen aus der Kategorie „Wettbewerberinnen jünger als 25 Jahre“. Die zweite Bootcamp-Challenge absolvierte Punzalan erfolgreich, indem sie den Song Never Be the Same von Jessica Mauboy mit großem Erfolg vor der Jury und einem tausendköpfigen Publikum coverte. Anschließend bestritt sie (mit kleineren stimmlichen Problemen) die „Home Visits Round“ in New York City und sang mit I’ll Stand by You einen Song der The Pretenders in Gegenwart ihres Mentors Ronan Keating und des Gastmentors John Legend. Keating wählte Punzalan anschließend zusammen mit Sydnee Carter und Caitlyn Shadbolt für die finalen Liveshows aus — eine Serie von elf wöchentlichen Auftritten, in deren Verlauf jede Woche eine Bewerberin durch das Votum des Publikums ausscheidet.
Nachdem Carter und Shadbolt ausgeschieden waren, blieb Punzalan als Keatings einzige Kandidatin übrig. Während des Halbfinales geriet sie zusammen mit der Sängerin Reigan Derry in die „Bottom Two“–Ausscheidung und sang im Duell mit Reigan John Farnhams Version des The Beatle-Titels Help! Nachdem die Jury bei der Wahl zwischen Derry und Punzalan zu keiner Entscheidung gekommen war, wurde das Publikums-Votum entscheidend, das Derry verwarf und Punzalan ins Finale verhalf. Am Ende der „Grand Final Decider Show“ am 20. Oktober 2014, die Punzalan und Dean Ray gemeinsam bestritten, wählte das australische TV-Publikum Punzalan zur Siegerin.

### 2018: Star Music ABC-CBN
Am 6. April 2018 schloss Marlisa Punzalan einen Plattenvertrag mit Tarsier Records, einem Star Music Label der ABS-CBN_Corporation auf den Philippinen. Dort wird sie in naher Zukunft ihr nächstes Album mit Eigen- und Fremdkompositionen veröffentlichen.

## Fertigkeiten
Neben ihren gesanglichen Qualitäten beherrscht Punzalan auch das Klavier. Sie bezeichnet Eva Cassidy und Jessica Mauboy als ihre musikalischen Vorbilder.